# Vladimir Propp
Vladimir Iakovlevitch Propp (n. 16/28 aprilie 1895, Sankt Petersburg, Imperiul Rus – d. 22 august 1970, Leningrad, RSFS Rusă, URSS) a fost un folclorist și cercetător literar rus ce aparținea școlii structuraliste și care și-a dedicat întreaga viață studierii basmelor populare rusești pentru a le descompune în cele mai mici părți componente cu putință. 
Studiul său cel mai important Morfologia basmului a apărut în limba rusă în anul 1926, dar acesta și-a câștigat popularitatea în vestul Europei prin intermediul unei traduceri publicate în limba engleză abia în anul 1950. Propp, studiind un corpus de basme populare rusești, a ajuns la concluzia că toate basmele seamăna între ele, după ce a ajuns la concluzia că exista 32 de tipuri de basme, cu structură tipică (schemă basmică):
- O situație inițială de echilibru care este periclitată de un element al răului;
- Se realizează o acțiune reparatorie printr-o aventură eroică;
- Armonia se restabilește și eroul este răsplătit.

Teoriile sale au pus bazele naratologiei moderne și au dat un imbold structuralismului, curent din lingvistică ce va influența profund studiile literare de pretutindeni.